# Echipa națională de handbal feminin a Suediei
Echipa feminină de handbal a Suediei este echipa națională care reprezintă Suedia în competițiile interțări oficiale sau amicale de handbal feminin.

## Palmares
Campionatul European
- medalie de argint în 2010
- medalie de bronz în 2014

## Rezultate

### Rezultate olimpice
Până în prezent, echipa națională de handbal feminin a Suediei nu s-a calificat decât la două turnee olimpice, în 2008, când s-a clasat pe locul 8, și în 2012, când s-a clasat pe locul 11.
| An    | Poziție          | MJ               | V                | E                | Î                | GM               | GP               | +/-              |
| ----- | ---------------- | ---------------- | ---------------- | ---------------- | ---------------- | ---------------- | ---------------- | ---------------- |
| 2012  | locul 11         | 5                | 0                | 0                | 5                | 108              | 131              | -23              |
| 2008  | locul 8          | 6                | 2                | 0                | 4                | 147              | 168              | -21              |
| 2004  | Nu s-a calificat | Nu s-a calificat | Nu s-a calificat | Nu s-a calificat | Nu s-a calificat | Nu s-a calificat | Nu s-a calificat | Nu s-a calificat |
| 2000  | Nu s-a calificat | Nu s-a calificat | Nu s-a calificat | Nu s-a calificat | Nu s-a calificat | Nu s-a calificat | Nu s-a calificat | Nu s-a calificat |
| 1996  | Nu s-a calificat | Nu s-a calificat | Nu s-a calificat | Nu s-a calificat | Nu s-a calificat | Nu s-a calificat | Nu s-a calificat | Nu s-a calificat |
| 1992  | Nu s-a calificat | Nu s-a calificat | Nu s-a calificat | Nu s-a calificat | Nu s-a calificat | Nu s-a calificat | Nu s-a calificat | Nu s-a calificat |
| 1988  | Nu s-a calificat | Nu s-a calificat | Nu s-a calificat | Nu s-a calificat | Nu s-a calificat | Nu s-a calificat | Nu s-a calificat | Nu s-a calificat |
| 1984  | Nu s-a calificat | Nu s-a calificat | Nu s-a calificat | Nu s-a calificat | Nu s-a calificat | Nu s-a calificat | Nu s-a calificat | Nu s-a calificat |
| 1980  | Nu s-a calificat | Nu s-a calificat | Nu s-a calificat | Nu s-a calificat | Nu s-a calificat | Nu s-a calificat | Nu s-a calificat | Nu s-a calificat |
| 1976  | Nu s-a calificat | Nu s-a calificat | Nu s-a calificat | Nu s-a calificat | Nu s-a calificat | Nu s-a calificat | Nu s-a calificat | Nu s-a calificat |
| Total | 2/10             | 11               | 2                | 0                | 9                | 255              | 299              | -44              |

### Rezultate la Campionatul Mondial
| An     | Poziție          | MJ               | V                | E                | Î                | GM               | GP               | +/-              |
| ------ | ---------------- | ---------------- | ---------------- | ---------------- | ---------------- | ---------------- | ---------------- | ---------------- |
| 2013   | Nu s-a calificat | Nu s-a calificat | Nu s-a calificat | Nu s-a calificat | Nu s-a calificat | Nu s-a calificat | Nu s-a calificat | Nu s-a calificat |
| 2011   | locul 9          | 6                | 3                | 0                | 3                | 164              | 123              | +41              |
| 2009   | locul 13         | 8                | 6                | 0                | 2                | 247              | 191              | +56              |
| 2007   | Nu s-a calificat | Nu s-a calificat | Nu s-a calificat | Nu s-a calificat | Nu s-a calificat | Nu s-a calificat | Nu s-a calificat | Nu s-a calificat |
| 2005   | Nu s-a calificat | Nu s-a calificat | Nu s-a calificat | Nu s-a calificat | Nu s-a calificat | Nu s-a calificat | Nu s-a calificat | Nu s-a calificat |
| 2003   | Nu s-a calificat | Nu s-a calificat | Nu s-a calificat | Nu s-a calificat | Nu s-a calificat | Nu s-a calificat | Nu s-a calificat | Nu s-a calificat |
| 2001   | locul 8          | 9                | 6                | 0                | 3                | 228              | 224              | +4               |
| / 1999 | Nu s-a calificat | Nu s-a calificat | Nu s-a calificat | Nu s-a calificat | Nu s-a calificat | Nu s-a calificat | Nu s-a calificat | Nu s-a calificat |
| 1997   | Nu s-a calificat | Nu s-a calificat | Nu s-a calificat | Nu s-a calificat | Nu s-a calificat | Nu s-a calificat | Nu s-a calificat | Nu s-a calificat |
| / 1995 | locul 11         | 8                | 4                | 0                | 4                | 175              | 166              | +9               |
| 1993   | locul 6          | 7                | 4                | 0                | 3                | 140              | 124              | +16              |
| 1990   | locul 13         | 6                | 3                | 1                | 2                | 137              | 119              | +18              |
| 1986   | Nu s-a calificat | Nu s-a calificat | Nu s-a calificat | Nu s-a calificat | Nu s-a calificat | Nu s-a calificat | Nu s-a calificat | Nu s-a calificat |
| 1982   | Nu s-a calificat | Nu s-a calificat | Nu s-a calificat | Nu s-a calificat | Nu s-a calificat | Nu s-a calificat | Nu s-a calificat | Nu s-a calificat |
| 1978   | Nu s-a calificat | Nu s-a calificat | Nu s-a calificat | Nu s-a calificat | Nu s-a calificat | Nu s-a calificat | Nu s-a calificat | Nu s-a calificat |
| 1975   | Nu s-a calificat | Nu s-a calificat | Nu s-a calificat | Nu s-a calificat | Nu s-a calificat | Nu s-a calificat | Nu s-a calificat | Nu s-a calificat |
| 1973   | Nu s-a calificat | Nu s-a calificat | Nu s-a calificat | Nu s-a calificat | Nu s-a calificat | Nu s-a calificat | Nu s-a calificat | Nu s-a calificat |
| 1971   | Nu s-a calificat | Nu s-a calificat | Nu s-a calificat | Nu s-a calificat | Nu s-a calificat | Nu s-a calificat | Nu s-a calificat | Nu s-a calificat |
| 1965   | Nu s-a calificat | Nu s-a calificat | Nu s-a calificat | Nu s-a calificat | Nu s-a calificat | Nu s-a calificat | Nu s-a calificat | Nu s-a calificat |
| 1962   | Nu s-a calificat | Nu s-a calificat | Nu s-a calificat | Nu s-a calificat | Nu s-a calificat | Nu s-a calificat | Nu s-a calificat | Nu s-a calificat |
| 1957   | locul 8          | 4                | 1                | 0                | 3                | 9                | 19               | -10              |
| Total  | 7/21             | 49               | 27               | 1                | 20               | 1100             | 966              | +134             |

## Rezultate la Campionatul European
| An    | Poziție                  | MJ                       | V                        | E                        | Î                        | GM                       | GP                       | +/-                      |
| ----- | ------------------------ | ------------------------ | ------------------------ | ------------------------ | ------------------------ | ------------------------ | ------------------------ | ------------------------ |
| 2016  | Calificată ca țară gazdă | Calificată ca țară gazdă | Calificată ca țară gazdă | Calificată ca țară gazdă | Calificată ca țară gazdă | Calificată ca țară gazdă | Calificată ca țară gazdă | Calificată ca țară gazdă |
| 2014  | medalie de bronz         | 8                        | 5                        | 1                        | 2                        | 238                      | 220                      | +18                      |
| 2012  | locul 8                  | 6                        | 3                        | 1                        | 2                        | 153                      | 142                      | +11                      |
| 2010  | medalie de argint        | 8                        | 6                        | 0                        | 2                        | 199                      | 176                      | +23                      |
| 2008  | locul 9                  | 6                        | 2                        | 2                        | 2                        | 134                      | 135                      | -1                       |
| 2006  | locul 6                  | 7                        | 3                        | 0                        | 4                        | 156                      | 170                      | -14                      |
| 2004  | 14th                     | 3                        | 0                        | 0                        | 3                        | 68                       | 81                       | -13                      |
| 2002  | 15th                     | 3                        | 0                        | 0                        | 3                        | 79                       | 94                       | -15                      |
| 2000  | Nu s-a calificat         | Nu s-a calificat         | Nu s-a calificat         | Nu s-a calificat         | Nu s-a calificat         | Nu s-a calificat         | Nu s-a calificat         | Nu s-a calificat         |
| 1998  | Nu s-a calificat         | Nu s-a calificat         | Nu s-a calificat         | Nu s-a calificat         | Nu s-a calificat         | Nu s-a calificat         | Nu s-a calificat         | Nu s-a calificat         |
| 1996  | 8th                      | 6                        | 2                        | 0                        | 4                        | 142                      | 171                      | -29                      |
| 1994  | 7th                      | 6                        | 3                        | 0                        | 3                        | 134                      | 145                      | -11                      |
| Total | 10/12                    | 53                       | 24                       | 4                        | 25                       | 1303                     | 1334                     | -31                      |

#### Cea mai bună handbalistă a competiției (MVP)
Linnea Torstenson (2010), Isabelle Gulldén (2014)

#### Handbaliste în All-Star Team la Campionatele Europene
Johanna Wiberg (2010), Sabina Jacobsen (2014)

#### Cea mai bună marcatoare la Campionatele Europene
Isabelle Gulldén (2014), 58 de goluri;

### Rezultate la alte turnee
- Trofeul Carpați 2015: Câștigătoare
- Trofeul Carpați 1994: locul 3
- Cupa Møbelringen 2011: locul 3
- Cupa Møbelringen 2001: locul 3
- Cupa Mondială GF 2006: locul 5

## Echipa

### Lotul de jucătoare
Echipa convocată la Trofeul Carpați 2015:
Antrenori principali: Tomas Sivertsson / Helle Thomsen
| Nr. | Post            | Nume                 | Data nașterii (vârsta)        | Înălțime | Selecții | Goluri | Echipă              |
| --- | --------------- | -------------------- | ----------------------------- | -------- | -------- | ------ | ------------------- |
| 1   | Portar          | Johanna Bundsen      | 3 iunie 1991 (33 de ani)      | 1.85 m   | 3        | 0      | IK Sävehof          |
| 12  | Portar          | Filippa Idéhn        | 15 august 1990 (34 de ani)    | 1.83 m   | 29       | 0      | IK Sävehof          |
| 9   | Extremă stânga  | Louise Sand          | 27 decembrie 1992 (32 de ani) | 1.75 m   | 27       | 39     | IK Sävehof          |
| 21  | Extremă stânga  | Edijana Dafe         | 27 mai 1990 (34 de ani)       | 1.65 m   | 8        | 11     | IK Sävehof          |
| 24  | Extremă dreapta | Nathalie Hagman      | 19 iulie 1991 (33 de ani)     | 1.67 m   | 57       | 94     | Team Tvis Holstebro |
| 10  | Extremă dreapta | Michaela Ek          | 1 februarie 1988 (37 de ani)  | 1.73 m   |          |        | Skövde HF           |
| 3   | Pivot           | Frida Tegstedt       | 17 iulie 1987 (37 de ani)     | 1.80 m   | 30       | 57     | Füchse Berlin       |
| 7   | Pivot           | Linn Blohm           | 20 mai 1992 (32 de ani)       | 1.79 m   | 20       | 40     | Team Tvis Holstebro |
| 17  | Inter stânga    | Linnea Torstenson    | 30 martie 1983 (41 de ani)    | 1.80 m   | 143      | 595    | CSM București       |
| 8   | Inter stânga    | Jamina Roberts       | 28 mai 1990 (34 de ani)       | 1.70 m   | 76       | 115    | Team Tvis Holstebro |
| 14  | Inter stânga    | Johanna Westberg     | 6 aprilie 1990 (34 de ani)    | 1.85 m   | 22       | 25     | Randers HK          |
| 28  | Inter dreapta   | Ida Odén             | 14 aprilie 1987 (37 de ani)   | 1.72 m   | 38       | 98     | IK Sävehof          |
| 31  | Inter dreapta   | Anna-Maria Johansson | 15 februarie 1982 (43 de ani) | 1.84 m   | 66       | 140    | Skövde HF           |
| 25  | Centru          | Angelica Wallén      | 11 aprilie 1986 (38 de ani)   | 1.78 m   | 60       | 73     | Randers HK          |
| 27  | Centru          | Sabina Jacobsen      | 24 martie 1989 (36 de ani)    | 1.80 m   | 52       | 91     | FC Midtjylland      |
| 15  | Centru          | Johanna Ahlm         | 3 octombrie 1987 (37 de ani)  | 1.75 m   | 112      | 397    | Team Esbjerg        |

## Jucătoare notabile
- Matilda Boson
- Tina Flognman
- Madeleine Grundström
- Mia Hermansson-Högdahl